# Stavební dozor
Stavební dozor ve stavebním zákoně (183/2006 Sb. Zákon o územním plánování a stavebním řádu) označuje kontrola provádění stavebních prací. V běžném jazyce se tak označuje také osoba provozující tuto činnost pro stavebníka, který staví svépomocí. Tento dozor je veden zejména z důvodů zajištění stavby dle projektové dokumentace a dle platných předpisů a norem. Smyslem této činnosti je zajištění správného a bezpečného provádění prací.
Dle stavebního zákona jde vždy o kontrolní (dozorovou) činnost, kterou provádí jednak stavební úřad v průběhu realizace a užívání stavby, jednak fyzická osoba, kterou je povinen pro svou stavbu zajistit stavebník, provádějící stavbu svépomocí, pokud sám nesplňuje kvalifikační požadavky stavebního zákona.
Ty jsou stanoveny v § 2, odst.(2) písm. d). V něm je definován stavební dozor, neboť se jím rozumí „...odborný dozor nad prováděním stavby svépomocí“. Tento dozor musí být vykonáván „osobou, která má vysokoškolské vzdělání stavebního nebo architektonického směru, nebo střední vzdělání stavebního směru s maturitní zkouškou a alespoň 3 roky praxe při provádění staveb“
Podle § 152 odst. (3) při provádění stavby, pokud vyžadovala stavební povolení nebo ohlášení stavebnímu úřadu, je stavebník povinen oznámit stavebnímu úřadu předem termín zahájení stavby, název a sídlo stavebního podnikatele, který bude stavbu provádět, u svépomocné formy výstavby jméno a příjmení stavbyvedoucího nebo osoby, která bude vykonávat stavební dozor; změny v těchto skutečnostech oznámí neprodleně stavebnímu úřadu.
Podle § 152 odst. (4) „U stavby financované z veřejného rozpočtu, kterou provádí stavební podnikatel jako zhotovitel, je stavebník povinen zajistit technický dozor stavebníka nad provádění stavby.“
Podle § 153 „Stavbyvedoucí a stavební dozor“ odst.(3) a odst. (4) je popsána povinnost osoby vykonávající stavební dozor.
Stavební dozor je tedy dle uvedených ustanovení (paragrafů) stavebního zákona osoba, kterou musí zajistit stavebník, jestliže chce sám pro sebe provádět stavby, terénní úpravy, zařízení a udržovací práce uvedené v § 103 a § 104. Přísnější pravidlo však platí, jde-li o stavbu pro
bydlení nebo změnu stavby, která je kulturní památkou. Potom je stavebník povinen zajistit odborné vedení provádění stavby stavbyvedoucím. (§ 160 odst. 4 stavebního zákona).
V případě, kdy je stavba realizována stavebním podnikatelem (stavební firmou), je činnost stavebního dozoru zahrnuta do povinností, které na stavbě zajišťuje stavbyvedoucí. ALE – stavbyvedoucí je placený stavební firmou, hájí tedy její zájmy a ne zájmy investora. Proto je velmi vhodné najmout si nezávislý stavební dozor, který není nijak spjatý se stavební firmou a bude tedy hájit zájmy investora – stavebníka. Peníze, které zaplatí investor navíc, se mu mohou mnohonásobně vrátit právě nezávislým  dohledem nad prováděním stavby.
Stavbyvedoucího může vykonávat pouze fyzická osoba, která k tomu získala oprávnění podle zákona č. 360/1992 Sb., o výkonu povolání autorizovaných architektů a o výkonu povolání autorizovaných inženýrů a techniků činných ve výstavbě. V běžné řeči tedy osoba „s autorizací“.
Stavbyvedoucí je povinen stvrdit vedení stavby podpisem a otiskem svého autorizačního razítka na úvodních listech stavebního deníku, který na stavbě vede.
Hlava II, část čtvrtá „STAVEBNÍ ŘÁD“ stavebního zákona, která je přímo pojmenovaná STAVEBNÍ DOZOR A ZVLÁŠTNÍ PRAVOMOCI STAVEBNÍHO ÚŘADU, pojednává o kontrole realizace a užívání staveb. Zde je jako stavební dozor uvažována činnost a pravomoci stavebního úřadu. Jednotné označení činnosti úřadu na straně jedné a činnosti osoby zajišťované stavebníkem na straně druhé může vést k omylům. Je důležité mít toto na paměti.
V této části zákona, s výjimkou uvedeného názvu celé hlavy již není termín stavební dozor více použit. Je zde popsána činnost stavebního úřadu (§133 – §142), kdy stavební úřad kontroluje realizaci, řádné a bezpečné užívání stavby, případně řeší problém s nebezpečnými situacemi staveb, které mohou nastat v různých souvislostech.
Stavební praxí běžně používaný pojem  technický dozor investora se ve stavebním zákoně neobjevuje. Místo toho používá zákon označení technický dozor stavebníka. Tento dozor je stavebník povinen zajistit u stavby financované z veřejného rozpočtu, kterou provádí stavební podnikatel jako zhotovitel. Osoba, která vykonává technický dozor stavebníka kontroluje průběh výstavby s ohledem na kvalitu a správnost prováděných prací a obvykle sleduje správnost vykazovaných prací ve vztahu na čerpání finančních prostředků. Kvalifikační požadavky pro vykonávání technického dozoru stavebníka stavební zákon od 1.1.2018 již stanovuje. Musí se jednat o autorizovanou osobu. Technický dozor investora lze však sjednat i u staveb, které nejsou financovány z veřejného rozpočtu. Příkladem pak mohou být např. rodinné domy. Na takto stanovený dozor již zákon neodkazuje a ani neurčuje zda musí být autorizovanou osobou.
Autorský dozor – Vedení stavby podle schválené projektové dokumentace sleduje autorský dozor – AD. Jedná se o projektanta stavby, který kontroluje dodržení podmínek projektu. Upravuje nebo mění projekt během výstavby dle aktuálních požadavků investora. V neposlední řadě poskytuje podporu stavbyvedoucímu, aby komplexní a složitý projekt pochopil správně, tak jak jej autor zamýšlel.
Superinspekce autorizovaným inspektorem – V případě, kdy se pro to stavebník rozhodne, může si na svůj náklad objednat superinspekci stavby autorizovaným inspektorem, který stavbu kontroluje nejspíše v průběhu kontrolních prohlídek stavby, které jsou definovány ve stavebním povolení, resp. příloze k certifikátu stavby. Autorizovaný inspektor sleduje vedení stavby s ohledem na její provozuschopnost podmíněnou veřejnými zájmy na stavbu uplatňovanými. Jeho kontrola by měla v zásadě garantovat bezproblémové vydání kolaudačního souhlasu, který je nezbytný pro užívání poměrně rozsáhlého oboru staveb.
Výše jmenované osoby provádějící různé typy dozoru na stavbě zaznamenávají svou činnost zápisy do stavebního deníku.

## Výpočet ceny stavebního dozoru
Cena stavebního dozoru úzce souvisí s požadavkem na jeho výkon resp. časové náklady, ale lze ji předběžně stanovit podle tohoto schématu: cena honoráře za projekt a dozorovou činnost je cca 11% z celkových nákladů na stavbu, AD činí 3% z honoráře, TDI může být až 14% z honoráře. Další častou metodou určení ceny je hodinová sazba, nebo měsíční paušál.